# شهرستان اولت
شهرستان اولت (به لاتین: Olt County) یک județ در رومانی است که در رومانی واقع شده‌است.

## خصوصیات
شهرستان اولت ۴۸۹٬۲۷۴ نفر جمعیت دارد.